# Setmana Catalana de Ciclisme
Setmana Catalana (de Ciclisme), katalanska för Katalanska (cykel)veckan, var ett etapplopp i cykel som arrangerades årligen från 1963 till 2005 i Katalonien. Loppet ingick i UCI Europe Tour och klassades som 2.HC, den högsta kategorin. 2006 blev det ingen tävling på grund av ekonomiska problem och 2010 flyttades Kataloniens äldsta cykeltävling, Volta a Catalunya, till Katalanska veckans plats i kalendern. 
Flest etappsgrar fick Erik Zabel från Tyskland med nio, följd av belgierna Eddy Merckx och Freddy Maertens med sju var. Bland nationerna intar Spanien förstaplatsen med 67 etappsegrar, följt av Belgien på andra plats med 56 och Italien på tredje med 37. Flest totalsegrar har Spanien med tjugo, följt av Belgien och Italien med vardera fyra och på delad fjärdeplats, med tre var, Nederländerna och Frankrike.
Bland deltagande nordbor återfinns två totalvinnare (Sven-Åke Nilsson Sverige 1981 och Jostein Wilmann Norge 1982), en totaltvåa (Gösta "Fåglum" Pettersson Sverige 1971) samt två etappsegrare (danske Leif Mortensen vann fjärde etappen 1971 och svenske Tommy Prim vann första etappen 1982).

## Segrare
- 2005  Alberto Contador
- 2004  Joaquim Rodríguez
- 2003  Dario Frigo
- 2002  Juan Miguel Mercado
- 2001  Michael Boogerd
- 2000  Laurent Jalabert
- 1999  Laurent Jalabert
- 1998  Michael Boogerd
- 1997  Juan Carlos Domínguez
- 1996  Alex Zülle
- 1995  Francesco Frattini
- 1994  Stefano Della Santa
- 1993  Pedro Delgado
- 1992  Stephen Roche
- 1991  Alex Zülle
- 1990  Iñaki Gastón
- 1989  Reimund Dietzen
- 1988  Sean Kelly
- 1987  Vicente Belda
- 1986  Felipe Yañez
- 1985  José Recio
- 1984  Phil Anderson
- 1983  Alberto Fernández
- 1982  Jostein Wilmann
- 1981  Sven-Åke Nilsson
- 1980 Ingen tävling
- 1979  Claude Criquielion
- 1978  José Enrique Cima
- 1977  Freddy Maertens
- 1976  Eddy Merckx
- 1975  Eddy Merckx
- 1974  Joop Zoetemelk
- 1973  Luis Ocaña
- 1972  Miguel María Lasa
- 1971  Raymond Poulidor
- 1970  Italo Zilioli
- 1969  Luis Ocaña
- 1968  Mariano Díaz
- 1967  Domingo Perurena
- 1966  José Manuel López Rodríguez
- 1965  José Luis Talamillo
- 1964  José Pérez Francés
- 1963  José Pérez Francés